# Stanley Love

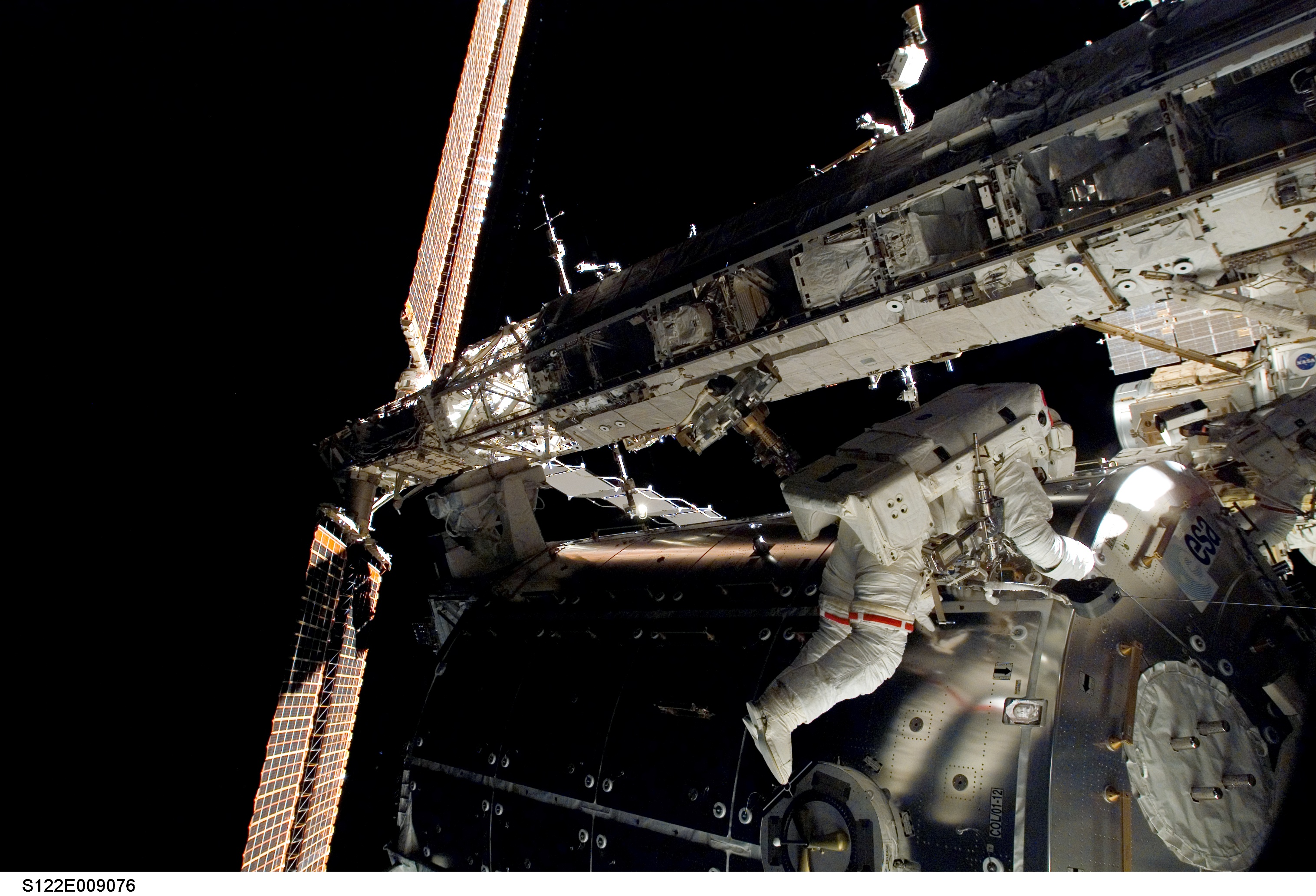
Stanley Love podczas pracy przy module Columbus (misja STS-122)

Stanley Glen Love (ur. 8 czerwca 1965 w San Diego) – doktor astronomii, amerykański astronauta.

## Wykształcenie oraz praca zawodowa
- 1983 – w Eugene, stan Oregon, ukończył szkołę średnią (Winston Churchill High School).
- 1984-1987 – podczas studiów w okresie wakacyjnym był asystentem w laboratoriach fizyki i chemii oraz instruktorem programowania.
- 1987 – został absolwentem Harvey Mudd College w Claremont, stan Kalifornia, gdzie otrzymał licencjat z fizyki.
- 1987-1989 – był asystentem na University of Washington w Seattle. Prowadził zajęcia laboratoryjne z astronomii dla studentów kursów licencjackich. W 1989 na uczelni tej uzyskał tytuł magistra astronomii. Cztery lata później (1993) obronił pracę doktorską w tej samej dziedzinie.
- 1989-1993 – był pracownikiem naukowym University of Washington. Zajmował się różnymi projektami naukowymi w zakresie astronomii.
- 1994-1995 – na University of Hawaii w Honolulu prowadził m.in. badania nad możliwością wykrycia na Ziemi meteorytów pochodzących z Merkurego.
- 1995-1997 – w California Institute of Technology uczestniczył w pracach nad kalibracją jednego z urządzeń sondy kosmicznej Cassini.
- 1997 – rozpoczął pracę w Laboratorium Napędu Odrzutowego (Jet Propulsion Laboratory) w Pasadenie, stan Kalifornia. W JPL zajmował się m.in. modelami komputerowymi systemów optycznych statków kosmicznych.

## Kariera astronauty
- 1998 – 4 czerwca został przyjęty do 17 grupy astronautów NASA.
- 1999 – w sierpniu zakończył przeszkolenie podstawowe i uzyskał kwalifikacje specjalisty misji. Następnie został skierowany do Biura Astronautów NASA, gdzie pracował w Centrum Kontroli Lotów. Był operatorem łączności (tzw. CAPCOM) podczas pierwszych siedmiu wypraw na ISS oraz podczas lotów wahadłowców STS-104, STS-108 i STS-112. Później pracował nad rozwojem przyszłych misji i pojazdów kosmicznych.
- 2006 – w czerwcu został wyznaczony specjalistą misji (MS-4) w załodze STS-122.
- 2008 – 7 lutego wystartował do misji STS-122 promem Atlantis. Załoga promu dostarczyła do Międzynarodowej Stacji Kosmicznej laboratorium Columbus przygotowane przez Europejską Agencję Kosmiczną.
- 2008–2011 – pracował jako operator łączności (CAPCOM) podczas czterech ekspedycji na ISS (17, 18, 22 i 26) oraz podczas ośmiu lotów wahadłowców aż do STS-135 – ostatniego lotu programu Space Shuttle.

## Nagrody i odznaczenia
- NOVA Award, Jet Propulsion Laboratory (1998)
- NASA-JSC Performance Award (2003, 2004, 2006)
- NASA Space Flight Awareness Team Award (2004)
- NASA Space Flight Medal (2008)
- Universal Astronaut Insignia za lot orbitalny (nr 467) – Stowarzyszenie Uczestników Lotów Kosmicznych (Association of Space Explorers(inne języki))[1]

## Wykaz lotów
| Loty kosmiczne, w których uczestniczył Stanley G. Love                   | Loty kosmiczne, w których uczestniczył Stanley G. Love | Loty kosmiczne, w których uczestniczył Stanley G. Love | Loty kosmiczne, w których uczestniczył Stanley G. Love | Loty kosmiczne, w których uczestniczył Stanley G. Love | Loty kosmiczne, w których uczestniczył Stanley G. Love | Loty kosmiczne, w których uczestniczył Stanley G. Love |
| №                                                                        | Data startu                                            | Statek kosmiczny                                       | Data lądowania                                         | Statek kosmiczny                                       | Funkcja                                                | Czas trwania                                           |
| ------------------------------------------------------------------------ | ------------------------------------------------------ | ------------------------------------------------------ | ------------------------------------------------------ | ------------------------------------------------------ | ------------------------------------------------------ | ------------------------------------------------------ |
| 1                                                                        | 7 lutego 2008                                          | STS-122 Atlantis F-29                                  | 20 lutego 2008                                         | STS-122 Atlantis F-29                                  | Specjalista misji (MS-4)                               | 12 dni 18 godzin 21 minut i 40 sekund                  |
| Łączny czas spędzony w kosmosie – 12 dni 18 godzin 21 minut i 40 sekund. |                                                        |                                                        |                                                        |                                                        |                                                        |                                                        |